# Eskaton
Eskaton est un groupe de zeuhl français, originaire de la région parisienne. Il est composé de quatre musiciens : André Bernardi (guitare) et Marc Rozenberg (basse), du groupe d'origine, Jean-Philippe Gallet (claviers, chant) et Philippe Zarka (batterie) venus du groupe Music-Noise.
Ce groupe possède une histoire particulière et assez longue. Depuis trente ans il développe un concept de « musique post-atomique », assez visionnaire, duquel découle une force sous-jacente à toutes les périodes.

## Biographie

### Débuts (1970—1985)
Eskaton se forme en 1970, en région parisienne, sous le nom de Eskaton Kommandkestra, pour créer une musique zeuhl/rock proche des groupes de la scène rock de l'époque : Magma, Triangle, Ange, avec des textes en français. En 1973, le groupe renforce la puissance de sa musique en ajoutant deux voix féminines (Paule Kleynnaert et Amara Tahir), un clavier (Erik Guillaume) et une guitare (André Bernardi) Après s’être forgé une réputation de groupe de scène, le groupe sort en 1979 son premier 45 tours, Musique post-atomique.
En novembre de la même année, ils enregistrent 4 Vision qui ne sera, à cette époque, publié que sous forme de cassette audio aux États-Unis,. Le groupe compte alors huit musiciens : Amara Konig et Paule Kleynnaert (voix), Alain Blesing (guitare), André Bernardi (basse), Gilles Rozenberg (synthétiseurs), Eric Guillaume (piano Fender), Marc Rozenberg (piano Fender), Gérard Konig (batterie). Cet album est dominé par la basse en fusion d’André Bernardi dans un style véloce et hypnotique vraiment atypique. Ce n’est qu’en 1980 que Ardeur est publié,. Enfin, conforté par son succès, le groupe décide en 1981 de sortir 4 Vision. Viendront ensuite l’enregistrement de Fiction en 1983, et de I’Care en 1985, leur dernier album, mais qui ne sera jamais publié.

### Eskaton RIP (1994—1995)
Eskaton n'existe plus depuis un moment, hors les échos des connaisseurs sur la toile. Suit une brève période de reconstruction sous le nom de leur dernier album I'Care, groupe constitué d'André Bernardi (guitare), Marc Rozenberg (batterie) pour les membres originaux qui feront appel à deux musiciens du groupe Music Noise : Frédéric Huyn à la basse et Denis Levasseur aux claviers, complétés enfin par un saxophoniste de jazz. Cette formule produira un ou deux beaux titres qui n'ont jamais été publiés.

### Eskaton Remake (2003—2005)
C'est sous l'impulsion d'Alain Lebon et de son label Soleil Zeuhl que Marc Rozenberg et André Bernardi démarrent les re-masterisations de l'ensemble des productions de feu Eskaton. Dans l'ordre 4 Visions, Ardeur et Fiction bénéficierons de la ré-édition sur les berceaux desquelles se pencheront Udi Koomran (mastering), et Thierry Moreau (illustration des couvertures). Cette période, où le groupe n'est pas franchement reconstitué, peut être comprise comme une vraie période de création, chaque album bénéficiant d'un renouveau complet et souvent de nombreux compléments et remises en forme).
On notera la dernière ré-édition de 4 Visions sur vinyle de 2013.

### Eskaton Renew (depuis 2011)
Enfin des dates du troisième millénaire apparaissent : Eskaton se reforme autour de Marc Rozenberg (basse, chant) et André Bernardi (revenu définitivement à la guitare) en 2011. Les deux compères auront besoin de l'appui de pas moins de trois des musiciens du groupe Music Noise : Jean-Philippe Gallet (chant, claviers), Denis Levasseur (claviers) et Philippe Zarka (batterie). En octobre 2013, Denis Levasseur quitte le groupe pour s'investir pleinement dans ses autres formations. Cette période signifie la fin de la mue du groupe : l’énergie est la même, les textes plus forts, mais, tirant les leçons du passé, l'impact est immédiat, direct, sans références autres que le rythme, la percussion et les textes. Peut être une forme de slam rock ou de hip rock. Près de trois années sont nécessaires pour trouver les bons réglages et le groupe produit un CD test.

## Membres

### Membres actuels
- Paule Kleynnaert — chant
- Marc Rozenberg — claviers
- André Bernardi — basse

### Anciens membres
- Alain Blésing - guit
- Gérard Konig - batterie
- Amara Tahir — chant

## Discographie
- 1979 : Le Chant de la terre
- 1980 : Ardeur (réédité en 2004)
- 1981 : 4 Visions (réédité en 2003, puis en 2013 en format LP)
- 1983 : Fiction (réédité en 2005)
- 2013 : Miroirs